# Thomas FitzGerald, II conde de Kildare
Thomas FitzJohn Fitzgerald, II conde de Kildare, Lord Offaly (muerto el 9 de abril de 1328) fue un miembro de la nobleza de Irlanda que ocupó el cargo de Lord Justicia de Irlanda.
Era el primogénito de John Fitzgerald, conde de Kildare, Lord Offaly, y Blanche Roche, hija de John Roche, Lord Fermoy; el segundo conde fue nombrado comandante de 30,000 hombres para luchar contra Edward Bruce y los escoceses que habían invadido Irlanda. Pero tuvo que esperar por las fuerzas de Roger, Lord Mortimer que estaban desembarcando en Youghal. En el entretiempo, Bruce fue derrotado y muerto en 1318, poniendo punto final al dominio escocés en Irlanda.
En 1318 Thomas fue nombrado Lord Justicia de Irlanda (hasta 1321) y renombrado nuevamente en febrero de 1326, ocupando el cargo hasta su muerte dos años más tarde en Maynooth. Fue enterrado en el priorato franciscano de Kildare.
Se casó en Greencastle, Condado Down el 16 de agosto de 1312, con Joan (f. 23 de abril de 1359), la tercera hija de Richard Óg de Burgh, II conde del Úlster. Tuvieron tres hijos:
- John Fitzgerald (1314-1323).
- Richard FitzGerald, III conde de Kildare (apx. 1317-7 de julio de 1329), muerto en Rathangan.
- Maurice FitzGerald, IV conde de Kildare.